# Ruud Reutelingsperger
Rudolf Carolus Maria (Ruud) Reutelingsperger (Sittard, 21 juli 1963) is een Nederlands kunstschilder.

## Carrière
Reutelingsperger studeerde aan de Akademie voor Kunst en Vormgeving St. Joost in Den Bosch, en vestigde zich daarna in Rotterdam. Sinds 1997 werkt hij samen in het kunstenaarscollectief het Observatorium.
Met het observatorium is Reutelingsperger betrokken bij het ontwerp van een serie tijdelijke en permanente gebouwen in binnen en buitenland. Zo was hij in 2001 betrokken bij het ontwerp en de realisatie van het Observatorium Nieuw-Terbregge in Rotterdam, en in 2015 bij de Zandwacht op de Tweede Maasvlakte. 
In 2012 bouwde Reutelingsperger mee aan een zogenaamd stiltepaviljoen tussen de flats aan de Lijnbaan in Rotterdam. In 2017 ontwierp hij met de groep een pier en paviljoen bij Wierum voorbij de Friese Kustpad op het wad.

## Exposities, een selectie
- 1994.  Observatorium - R. Reutelingsperger, G. v.d. Kamp, A. Dekker, schilderijen, beelden, teksten, Galerie Ziegler, Groningen.[5]
- 1995. Observatorium, De Vaalserberg, Rotterdam. Met schilderijen, sculpturen en tekst van beeldend kunstenaars Geert van de Camp, André Dekker en Reutelingsperger.[6]